# Gilles Duceppe

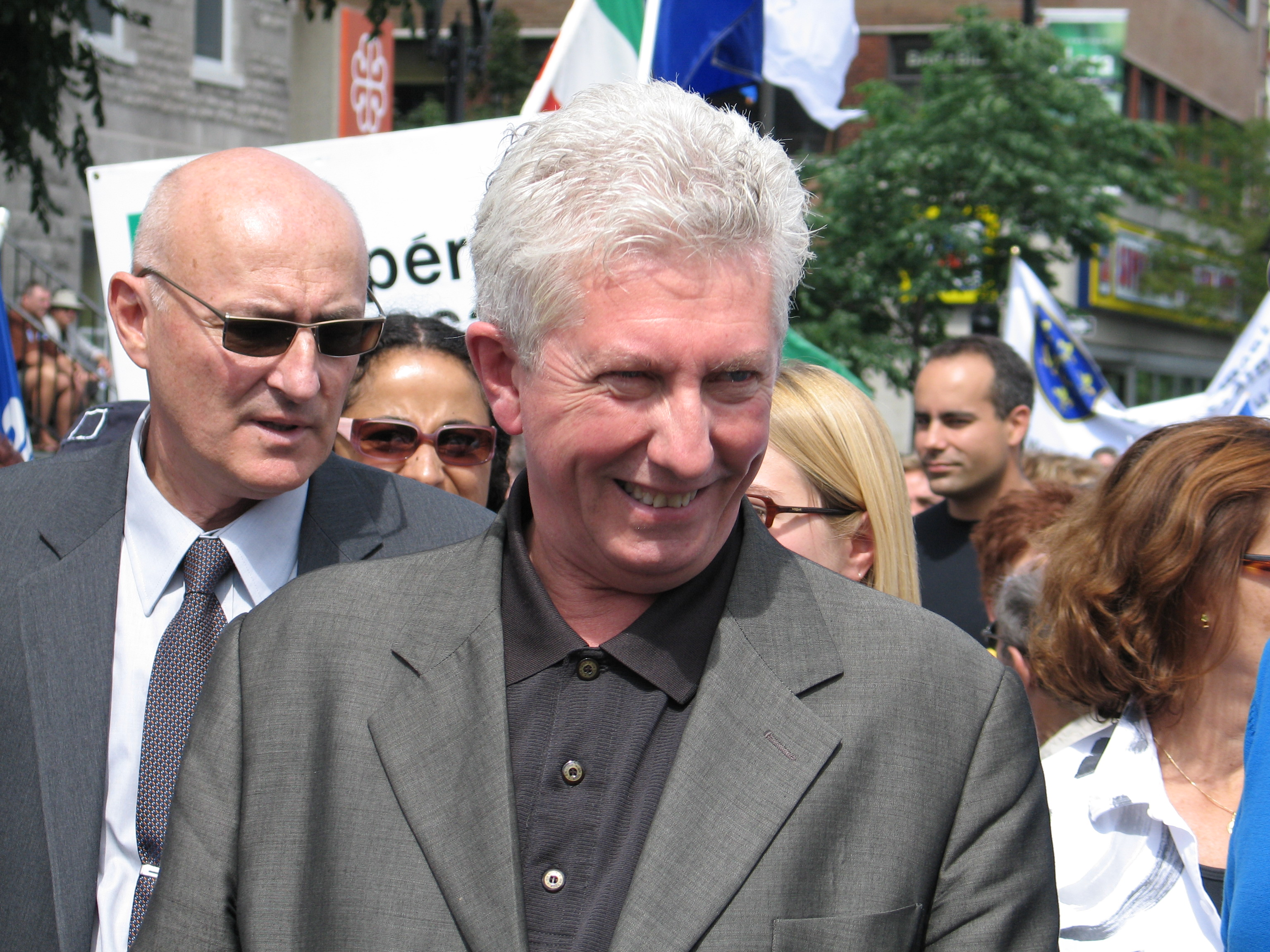
Gilles Duceppe en una manifestación.

Gilles Duceppe (22 de julio de 1947) es un político canadiense, milita en el movimiento nacionalista de Quebec y en la socialdemocracia. Ha sido diputado de la Cámara de los Comunes de Canadá y en diversas ocasiones ha liderado el Bloc Québécois. Su última dimisión como líder del Bloque fue en noviembre de 2015 tras las elecciones legislativas federales del 19 de octubre.